# Erich Lachmann
Erich Lachmann (ur. 6 listopada 1909 w Legnicy, zm. 23 stycznia 1972 w Wegscheid) – niemiecki murarz i policjant, SS-Scharführer, dowódca straży w obozie zagłady w Sobiborze, sądzony a następnie uniewinniony w procesie załogi Sobiboru.

## Życiorys
Z zawodu był murarzem. Wedle jego własnych słów w okresie przedwojennym należał do paramilitarnego Stahlhelmu, zaprzeczał natomiast jakoby był członkiem NSDAP.
Po wybuchu II wojny światowej został zmobilizowany w szeregi policji porządkowej. Jako funkcjonariusz 82. batalionu policji pełnił służbę na terenach okupowanej Polski. Przystąpił do kursu na podoficera SS, nie zdołał jednak go ukończyć. Następnie służył jako policjant w Bolesławcu i Legnicy.
Od jesieni 1941 roku do lata 1942 roku był instruktorem w obozie szkoleniowym SS w Trawnikach. W obozie tym formowano jednostki złożone z byłych żołnierzy Armii Czerwonej, którzy przeszli na służbę niemiecką. Były one przeznaczone w pierwszym rzędzie do udziału w eksterminacji Żydów. W sierpniu 1942 roku Lachmann został przeniesiony do obozu zagłady w Sobiborze. Objął tam dowództwo nad kompanią wartowniczą złożoną z kolaborantów przeszkolonych w Trawnikach. Dwoje ocalałych więźniów zeznało, że wraz ze swoimi podwładnymi dopuszczał się gwałtów na żydowskich kobietach i dziewczętach. Z kolei według Ericha Bauera miał notorycznie nadużywać alkoholu.
W lipcu 1943 roku został ponownie przeniesiony do Trawnik. Według Chrisa Webba komendant Franz Reichleitner pozbył się Lachmanna z Sobiboru ze względu na jego niekompetencję. Jicchak Arad podaje natomiast, że Lachmann był traktowany przez pozostałych esesmanów jako „ciało obce”, gdyż w przeciwieństwie do nich nie był weteranem akcji T4.
Informacje na temat jego dalszych losów są niejasne. On sam utrzymywał, że zdezerterował z Trawnik. Miał jednak zostać schwytany, a następnie skazany przez sąd SS i policji w Lublinie na karę sześciu lat więzienia. Wyrok odbywał jakoby w obozie koncentracyjnym Dachau. Na początku 1945 roku miał zostać zwolniony z obozu ze skierowaniem do karnej kompanii. Podczas walk na terenach Brandenburgii dostał się do sowieckiej niewoli, w której przebywał do 1950 roku. Po zwolnieniu z obozu jenieckiego zamieszkał w bawarskim Untergriesbach i powrócił do zawodu murarza.
Był jednym z podsądnych w procesie załogi Sobiboru, który toczył się przed sądem krajowym w Hagen w latach 1965–1966. Akt oskarżenia przeciwko niemu i jedenastu innym esesmanom został wniesiony w czerwcu 1964 roku. Postawiono mu zarzut współudziału w masowym mordzie na 150 tys. osób. W czasie przesłuchań odżegnywał się od odpowiedzialności za popełnione w obozie zbrodnie, podkreślając: „nie czuję się winny śmierci Żydów w Sobiborze, ponieważ ich nie zagazowałem”. Ostatecznie wyrokiem z 20 grudnia 1966 roku został uniewinniony. Sędziowie uznali, że zeznania złożone przez ocalałych więźniów Sobiboru nie pozwalają jednoznacznie udowodnić, że osobiście dopuszczał się zbrodni. W ich ocenie nie wystarczały one również, aby udowodnić, że wachmani z Trawnik dopuszczali się okrucieństw na jego bezpośredni rozkaz. Ponadto sędziowie uznali, że podczas służby w obozie Lachmann działał w subiektywnym poczuciu przymusu, gdyż – m.in. na skutek swojego niskiego poziomu intelektualnego – nie dostrzegał możliwości niewykonania rozkazów przełożonych.
Zmarł w Wegscheid w styczniu 1972 roku.